# 北奥古斯塔 (南卡罗来纳州)
北奥古斯塔（英文：North Augusta），是美国南卡罗来纳州下属的一座城市。城市类型是“City”。其面积大约为0.82平方英里（2.13平方公里）。根据2010年美国人口普查，该市有人口21,348人，人口密度约为每平方 英里25,907.77人（约合每平方公里10003.39人）。